# Parti patriotique démocrate populaire « Auyl »
Le Parti patriotique démocrate populaire « Auyl », (en kazakh : «Ауыл» Халықтық-демократиялық патриоттық партиясы romanisé : «Auyl» Halyqtyq-demokratialyq patriottyq partiasy abrégé AHDPP) ou simplement Auyl (litt. village), est un parti politique kazakh. Il est fondé à l'origine par Gani Qaliev le 30 janvier 2000 sous le nom de Parti social-démocrate paysan « Auyl » avant de finalement fusionner avec le Parti des patriotes du Kazakhstan (en) le 5 septembre 2015. Le parti est actuellement dirigé par le sénateur de l'oblys du Turkestan Äli Bektaev (en) depuis août 2015. Avec environ 300 000 membres, Auyl participent à toutes les élections législatives kazakhes depuis 2004 et a nommé le candidat Toleutai Rakhimbekov (en) pour l'élection présidentielle de 2019. Il entre pour la première fois dans la Mäjılıs aux élections législatives de 2023, remportant huit sièges et devenant le plus grand parti d'opposition.
Auyl déclare ses principales valeurs de spiritualité, de patriotisme, de loyauté, d'égalité et de coopération. En fondant ses principes de social-démocratie, le parti se prononce donc en faveur des intérêts de la population rurale en voyant ses priorités comme le renforcement de la régulation étatique et le soutien à l'économie agricole, la protection des intérêts des travailleurs ruraux, la promotion active de la mise en œuvre de réformes économiques et politiques visant à une plus grande démocratisation de la société, la mise en œuvre de formes justifiées de relations de marché dans tous les secteurs de l'économie, améliorant le niveau de vie des citoyens, ainsi que la formation d'une éducation patriotique de la population. Il soutient le président sortant Kassym-Jomart Tokaïev et est accusé d'être une opposition contrôlée ainsi qu'un front pour l'agro-industrie.

## Résultats électoraux

### Élections présidentielles
| Année | Candidat                  | Voix    | %    | Résultat |
| ----- | ------------------------- | ------- | ---- | -------- |
| 2019  | Toleutai Rakhimbekov (en) | 280 451 | 3,04 | Pas élu  |
| 2022  | Jiguli Dairabaev (en)     | 271 641 | 3,42 | Pas élu  |

### Élections législatives
| Année | Chef                    | Voix    | %     | Sièges | Rang | +/– |
| ----- | ----------------------- | ------- | ----- | ------ | ---- | --- |
| 2004  | Gani Qaliev Äli Bektaev | 82 523  | 1,73  | 0 / 77 | 7e   | Nv. |
| 2007  | Gani Qaliev Äli Bektaev | 89 855  | 1,51  | 0 / 98 | 4e   | 0   |
| 2012  | Gani Qaliev Äli Bektaev | 82 623  | 1,19  | 0 / 98 | 5e   | 0   |
| 2016  | Äli Bektaev (en)        | 151 285 | 2,01  | 0 / 98 | 4e   | 0   |
| 2021  | Äli Bektaev (en)        | 383 023 | 5,29  | 0 / 98 | 4e   | 0   |
| 2023  | Äli Bektaev (en)        | 693 938 | 10,90 | 8 / 98 | 2e   | 8   |